# Universidade de Caxias do Sul
Die Universität von Caxias do Sul (UCS) (portugiesisch Universidade de Caxias do Sul) ist eine brasilianische Privatuniversität in der nordöstlichen Region Rio Grande do Sul, Brasilien.
Die Hochschule wurde 1967 gegründet und ist mit 37.000 Studierenden eine der größten und ältesten Universitäten im brasilianischen Bundesstaat Rio Grande do Sul. Der Hauptcampus der Universidade de Caxias do Sul befindet sich in Caxias do Sul, Nebencampi befinden sich in Bento Gonçalves, Vacaria, Farrouphilia, Guaporé, Nova Prata, São Sebastião do Caí, Canela und Veranópolis.
1995 gründete die Hochschulstiftung Fundacao Universidade de Caxias do Sul das Centro Tecnologico Universidade de Caxias do Sul, ein Gymnasium und eine Berufsschule mit Unterrichtseinheiten in Caxias do Sul und Bento Gonçalves. 